# FXYD7
FXYD7 (англ. FXYD domain containing ion transport regulator 7) – білок, який кодується однойменним геном, розташованим у людей на довгому плечі 19-ї хромосоми. Довжина поліпептидного ланцюга білка становить 80 амінокислот, а молекулярна маса — 8 524.
| 10         |  | 20         |  | 30         |  | 40         |  | 50         |
| ---------- |  | ---------- |  | ---------- |  | ---------- |  | ---------- |
| MATPTQTPTK |  | APEEPDPFYY |  | DYNTVQTVGM |  | TLATILFLLG |  | ILIVISKKVK |
| CRKADSRSES |  | PTCKSCKSEL |  | PSSAPGGGGV |  |            |  |            |

A: Аланін

C: Цистеїн

D: Аспарагінова кислота

E: Глутамінова кислота

F: Фенілаланін

G: Гліцин

I: Ізолейцин

K: Лізин

L: Лейцин

M: Метіонін

N: Аспарагін

P: Пролін

Q: Глутамін

R: Аргінін

S: Серин

T: Треонін

V: Валін

Кодований геном білок за функціями належить до іонних каналів, фосфопротеїнів. 
Задіяний у таких біологічних процесах, як транспорт іонів, транспорт. 
Локалізований у мембрані.